# ラヴ・オブ・マイ・ライフ (クイーンの曲)
「ラブ・オブ・マイ・ライフ」（英語: Love Of My Life）は、1975年にイギリスのロックバンドクイーンが発表した楽曲。

## 概要
1975年に発売された4作目のアルバム『オペラ座の夜』に収録されている。
フレディ・マーキュリーによって書かれた楽曲で、当時の恋人メアリー・オースティンに向けたバラード。後に同じ趣旨の楽曲として、ロジャー・テイラーは「輝ける日々」という楽曲を書いている。
スタジオとライブでアレンジが異なり、ライブではブライアン・メイによる12弦ギターの伴奏のみというアレンジになっている。

## ライブ演奏
1979年に行われた「Live Killers Tour」で演奏されたときは、マーキュリーが途中で唄うのをやめ、観客に引き継がせた。このパフォーマンスが好評で、後にこの音源がシングルとしてリリースされた。
1985年1月10日から20日にかけてブラジル・リオデジャネイロで開催された「ロック・イン・リオ」でも演奏されており、曲の前半で観客が合唱した。この時のパフォーマンスは、2018年に公開された映画『ボヘミアン・ラプソディ』でも再現された。

## プレイヤー
- フレディ・マーキュリー - ボーカル、ピアノ
- ブライアン・メイ - アコースティック・ギター、エレクトリック・ギター、ハープ
- ロジャー・テイラー - シンバル
- ジョン・ディーコン - ベース